# Grand Marnier

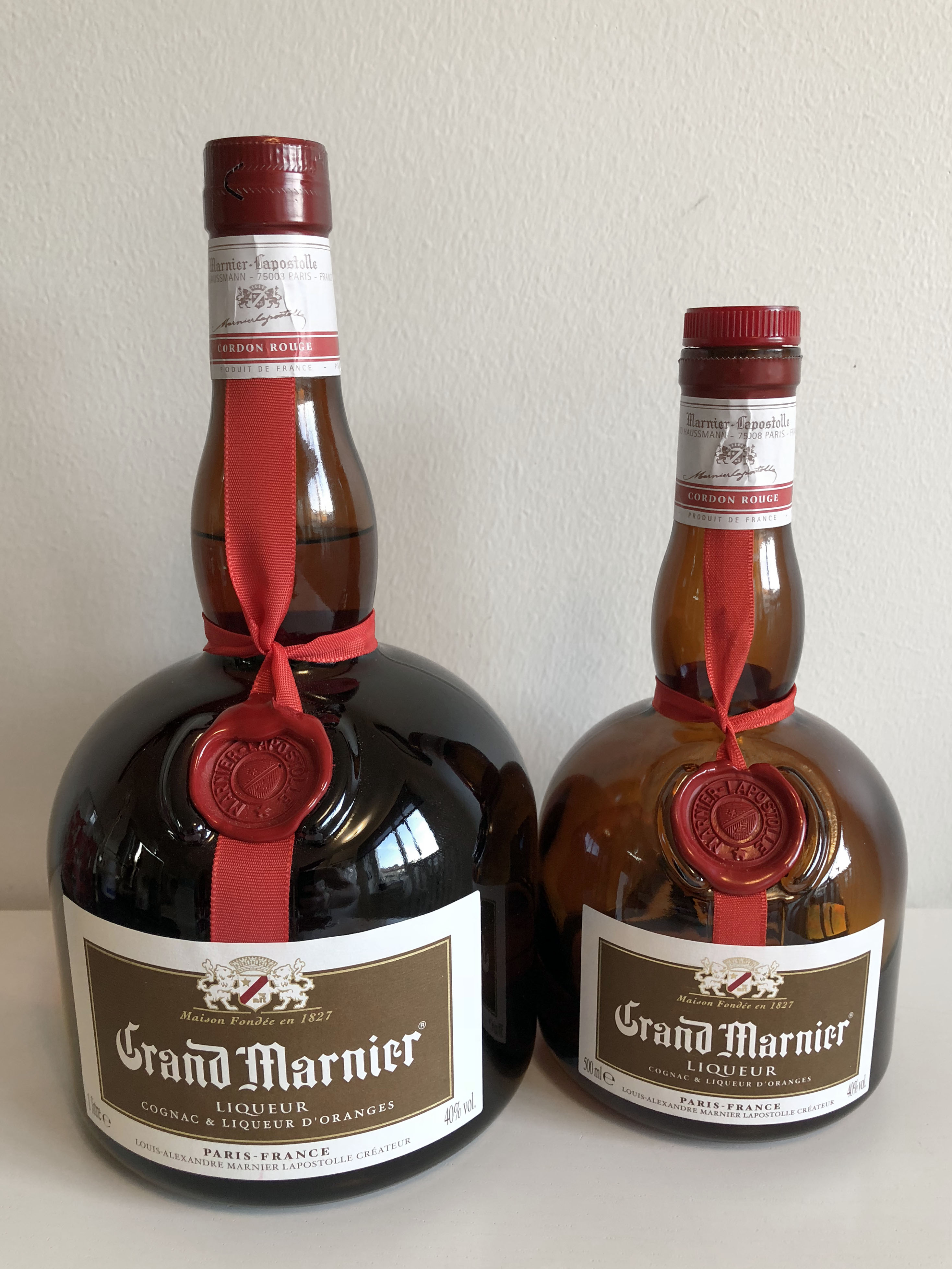
Grand Marnier

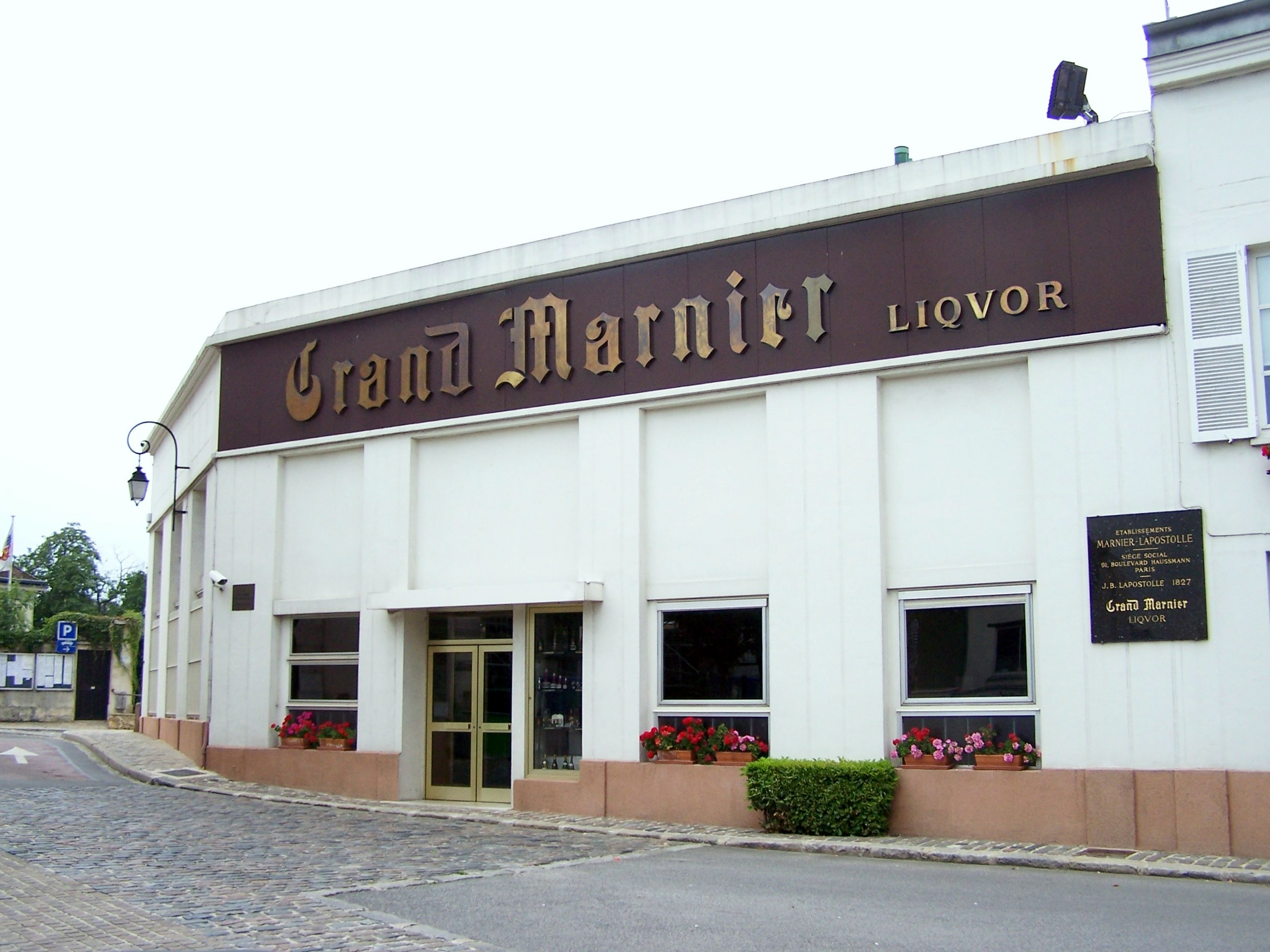
Het bedrijf Grand Marnier

Grand Marnier is een likeur, voor het eerst gemaakt in 1880 door Alexandre Marnier-Lapostolle van de in 1827 door zijn familie opgerichte onderneming Marnier. Het is een soort triple sec, gemaakt van een mengsel van cognac, gedistilleerde essence van sinaasappel en andere ingrediënten. Grand Marnier bevat 40% alcohol.  Het wordt in verschillende varianten op de markt gebracht om puur ofwel in cocktails te drinken.
De naam Grand Marnier is bedacht door César Ritz, de beroemde Parijse hotelier. Hij kwam op dat idee toen Alexandre hem zijn Curaçao Marnier liet proeven.

## Varianten
Er zijn diverse Grand Marniervarianten:
- Yellow Label of Cordon Jaune: Yellow Label Grand Marnier wordt beschouwd als de laagste kwaliteit en is ook is het lichtst van kleur. Het wordt niet met cognac, maar met uit graan gestookte alcohol gemaakt. Het wordt derhalve vaak gemengd in cocktails of gebruikt om mee te flamberen, zoals bij crêpes.
- Red Label of Cordon Rouge: dit is de standaard kwaliteit, die algemeen "Grand Marnier" wordt genoemd. Cordon Rouge wordt gemaakt van 51% cognac en 49% sinaasappellikeur.
- Cuvée Louis-Alexandre Marnier-Lapostolle: is gemaakt uit een speciale selectie cognacs uit de districten Grande Champagne, Petite Champagne, Borderies, Fins Bois en Bons Bois. Het wordt langdurig gerijpt in eikenhouten vaten. Deze soort wordt alleen verkocht in duty-free shops in Canada en Frankrijk en in drankenhandels in Québec (Canada) en Nederland. Deze variant is minder zoet dan de Cordon Rouge omdat hij gemaakt wordt van 82% cognac en 18% sinaasappellikeur.
- 100: Grand Marnier 100 of in het Frans Cuvée du Centenaire, is een eerste klasse likeur. Het wordt bereid met 82% 25 jaar oude cognac en 18% sinaasappellikeur. De prijs is navenant.
- 150: Grand Marnier 150 of Cuvée Speciale Cent Cinquantenaire, is de allerfijnste variant en bereid met 50 jaar oude cognac. Deze Grand Marnier kost ongeveer tweemaal zo veel als de 100 en wordt gemaakt van 91% cognac en 9% sinaasappellikeur.
- Cherry Marnier: Grand Marnier op basis van Turkse Morellokersen in plaats van sinaasappels. Hij heeft een alcoholpercentage van 24%.
- Quintessence: bestaat uit een mengsel van verschillende cognacs van 25 tot 100 jaar oud. Ook bevat het dubbel gedestilleerde essence van sinaasappel. Een fles van deze variant kost zo'n 700 euro en is een verzamelaarsitem.

Naast de bekende varianten heeft Grand-Marnier enkele speciale uitgaven op de markt gebracht, waaronder een Special Reserve Royal Celebration ter gelegenheid van het huwelijk van Lady Diana Spencer en Charles, prins van Wales op 29 juli 1981.

## Het bedrijf
Het bedrijf achter Grand Marnier is Société des Produits Marnier Lapostolle. Het werd opgericht in 1827 door Jean-Baptiste Lapostolle, die als destilleerder fruitlikeuren maakte. Het bedrijf heeft naast Grand Manier ook armagnac en diverse wijnen. Het realiseerde in 2015 een omzet van zo’n 152 miljoen euro, waarvan de helft in de Verenigde Staten.
In maart 2016 werd bekend dat het bedrijf werd overgenomen door het Italiaanse Campari voor 684 miljoen euro. Campari breidt hiermee het assortiment sterke dranken uit naar het luxesegment.